# Filip Turk
Pour les articles homonymes, voir Turk.
Filip Turk, né le 3 décembre 1990 à Zagreb, est un coureur cycliste croate, spécialiste du cross-country et du cyclo-cross.

## Palmarès en VTT
- 2010
  -  Champion de Croatie de cross-country
- 2012
  - 2e du cross-country de Belgrade
- 2013
  - 3e du cross-country de Požega
- 2014
  -  Champion de Croatie de cross-country
- 2015
  -  Champion de Croatie de cross-country

## Palmarès en cyclo-cross
- 2012-2013
  -  Champion de Croatie de cyclo-cross
- 2014-2015
  -  Champion de Croatie de cyclo-cross